# Amdo

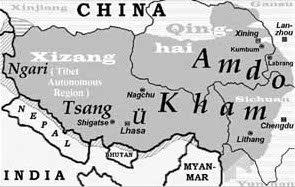
De tre traditionella provinserna i Tibet

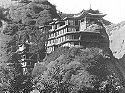
Klostret Shadzong Ritro nära Taktser i Amdo.

Amdo(tibetanska: ཨ༌མདོ ; kinesiska: 安多; pinyin: Ānduō ; [ɑntwɔ́]
) var en av de tre traditionella provinserna i Tibet. De andra två traditionella regionerna i Tibet var Ü-Tsang och Kham. Sedan Kinas kommunistiska parti tog makten i Tibet på 1950-talet och införlivade Amdo i de tre kinesiska provinserna Gansu, Sichuan och Qinghai upphörde Amdo att existera. Tenzin Gyatso, den fjortonde Dalai Lama, föddes i byn Taktster, i en del av denna regionen som nu tillhör Qinghai.